# 원 더 우먼
《원 더 우먼》은 2021년 9월 17일부터 2021년 11월 6일까지 방송된 SBS 금토 드라마이다.

## 기획 의도
비리 검사에서 하루 아침에 재벌 상속녀로 인생 체인지! 빌런 재벌가에 입성한 불량 지수 100% 여검사의 더블 라이프 코믹버스터

## 제작진

### 제작사
- 길픽쳐스

### 제작
- 한정환
- 박민엽

### 책임프로듀서
- 홍성창 (SBS 드라마운영팀 CP)

### 극본
- 김윤

### 연출
- 최영훈 : SBS 일일 시트콤 《압구정 종갓집》(공동 연출), SBS 토요 시트콤 《달려라! 고등어》(공동 연출), SBS 금요 드라마 《아들찾아 삼만리》(공동 연출), SBS 수목 드라마 《일지매》(조연출), SBS 수목 드라마 《산부인과》(공동 연출), SBS 아침 드라마 《장미의 전쟁》(연출), SBS 주말 특별 기획 드라마 《다섯 손가락》(연출), SBS 월화 드라마 《따뜻한 말 한마디》(연출), SBS 월화 드라마 《상류사회》(연출), SBS 주말 특별 기획 드라마 《끝에서 두번째 사랑》(연출), SBS 주말 특별 기획 드라마 《언니는 살아있다》(연출), SBS 월화 드라마 《굿캐스팅》(연출) 연출

## 등장인물
- (†) 표시는 드라마 상에서 최종적으로 사망한 인물이다.

### 주요 인물
- 이하늬 : 조연주 역 (아역 : 김도연) - 중앙지검 형사 3부 검사

조직폭력배 서평 남문파 행동대장의 외동딸로 서울법대 나와 사법고시까지 우수한 성적으로 패스한 인생역전의 주인공이다.
취미는 스폰 받기, 특기는 실세 라인 타기.
한마디로 현 중앙지검 스폰서 비리 검사계의 에이스라 보면 된다.
요즘 가장 주력으로 타는 중인 차장 검사 라인을 더 견고히 하기 위해 차장검사님 물 먹인 사건의 범인을 몰래 쫓던 연주는 제보를 받고 인지수사를 나갔다가 자신과 너무 똑같이 생긴 여자를 목격하게 된다.
혼란스러웠던 것도 잠시, 용의자를 추격하던 연주는 갑자기 나타난 의문의 차량에 치여 공중을 한 바퀴 반 돌아 바닥으로 떨어지는데.
병원에서 깨어나니 아무 것도 기억이 나지 않고 주변의 모두가 입을 모아 말한다. 너는 국내 굴지의 한주그룹 며느리라고.
그리고 한주그룹 못지 않은 친정 유민그룹의 경영권이 오롯이 승계될... 유민그룹의 유일한 상속녀라고.
어쩔 수 없이 조신한 재벌가 여인으로 살게 된 연주.
그러나 연주 본연의 성질과 능력과 기개가 자기도 모르게 자꾸 튀어나오기 시작하는데.. 한승욱의 첫사랑.
- 이하늬 : 강미나 역 (아역 : 김도연) - 재벌가 유민그룹의 막내딸, 재벌가인 한주그룹의 며느리

뼛속까지 재벌 그 자체인 삶으로 보이지만 실상은 신데렐라다.
신데렐라도 사실 귀족이긴 했으니까.
유민그룹 회장의 혼외자로 온갖 구박을 받으며 자란 미나는 부모님이 정략결혼의 상대로 정해준 승욱을 만나 잠시 행복에 대한 희망을 가졌었지만...
이내 한주의 후계자가 바뀌면서, 한승욱이 아닌 한성운과 결혼해야만 했다.
얼마 후 시댁에 혼외자임이 알려졌고, 강미나는 한주그룹 사람들에게 친정에서 받았던 구박을 똑같이, 아니 더 악랄하게 받게 되었다.
이러다 어느 순간 돌아버리는 게 아닐지 스스로 겁이 날 지경이던 미나는 어느 날 갑자기 사라져버린다.
강미나는 어디에 있는 걸까? 무엇을 위해 사라진 걸까? 한성운의 아내
- 이상윤 : 한승욱 역 (아역 : 김영훈) - 재벌 2세, 3세도 아닌 재벌 1세

물론 한승욱도 재벌 3세일 때가 있었다.
한주그룹 차기 후계자의 아들이었으니까.
그러나 갑자기 일어난 아버지의 죽음으로 그룹의 후계 구도는 작은 아버지인 한영식으로 바뀌었고, 한승욱은 자연스럽게 밀려났다.
그는 후계 자리 뿐 아니라 사랑하는 약혼녀 강미나도 빼앗겼다.
한승욱은 모든 걸 잊으려는 마음으로 어머니와 미국으로 향했다.
그리고, 다시 한국으로 돌아왔다.
아버지 죽음에 관한 숨겨진 진실을 밝혀내기 위함이었다.
그러기 위해선 첫사랑 그녀가 필요했다.
절대 미련은 아니고, 들어야 할 얘기가 있기 때문이다.
그런데.. 다시 만난 그녀가 좀 이상하다.
기억을 다 잃었다는데 그러면서 본성도 잃은 것인지 훨씬 더 걸걸하고 훨씬 더 거침없고 훨씬 더.. 생기가 넘친다.
도대체 이 여자 뭐지?? 조연주의 첫사랑
- 진서연 : 한성혜 역 - 한주그룹 장녀이자 강미나의 시누이  이 드라마의 최종 보스.

같은 배에서 태어났어도 단지 여성이라는 이유로 늘 후계구도에서 밀려나 있었다.
그러나 시대가 바뀌고 있으니, 자신이 후계자가 될지도 모른다는 희망을 놓지 않았다.
남동생들을 이기기 위해서 몇 배를 노력 해야만 했던 삶.
자신의 길에서 방해가 된다면 누구든 수단과 방법을 가리지 않고 밟으며 현재의 위치까지 왔다.
조금만 더 가면 될 거 같은데, 생각지도 못한 변수가 등장한다.
조용해서 항상 구박만 당하던, 집안의 먼지 같던 존재인 올케, 강미나.
사고 당하고 머리가 돌았는지 가는 길마다 사사건건 돌멩이를 던져댄다.
돌멩이가 점점 더 거슬릴 즈음, 그 돌멩이는 큰 물결을 일으켜 결국 한성혜의 비밀까지 수면 위로 떠오르게 하는데...16화에서 자살한줄 알았으나 해외로 도피하려 했으나 조연주의 의해 경찰에 체포되어 구속되었다. (아마 법정 최고형을 받지 않았을까)
- 이원근 : 안유준 역 - 조연주 사법연수원 동기, 서평지청 검사

연수원 교수들 사이에서 사윗감 후보 1위로 뽑힐 만큼 수려한 외모와 탁월한 두뇌, 겸손한 심성의 소유자.
딱 봐도 곱게 사랑 받으며 자란 티가 나는 사람이다.
덜렁거리는 연주를 곁에서 세심하게 챙긴다.
남자로 다가가면 칼 차단해버릴 조연주일 것을 알기에 말 잘 듣는 동생으로 그렇게 몇 년을 함께 했다.
조연주가 사라진 후에도 누나가 무슨 계획이 있을 거라고 생각해 조신하게 기다리지만, 조연주의 행방불명이 길어지자 새삼.. 조연주에 대한 마음을 확인하게 된다.

### 한주家 사람들
- 송원석 : 한성운 역 - 한주그룹 차남

현존하는 대한민국 재벌 3세 중 독보적인 캐릭터.
각종 화려한 찌라시의 주인공.
대한민국 이삼십대 여성들이 가장 궁금해 하는 남자.
미모와 재력과 야망을 모두 갖춘 한주그룹의 황태자다.
정략 결혼한 강미나와 사랑 없는 결혼생활을 하는 중.
그런데 식물처럼 집에서 조용히 말라 죽어가는 줄 알았던 아내가, 죽을 고비 한번 넘기고 나서 좀 달라진 것 같다.
노려보는 표정이 생기고 엎어치기도 잘하고 무엇보다 깨갱하던 부모님 앞에서 으르렁대는데.. 무섭다.
그러나 달라진 아내를 보면서... 한성운도 자신에게 예전과 다른 어떤 생기가 도는 것을 느낀다. 강미나의 남편, 박소이의 내연남
- 전국환 : 한영식 역 - 한주그룹 회장

한주그룹 창업주의 둘째 아들로 태어났다.
형과 십여 년간 후계자 다툼을 벌이다, 형의 사망으로 한주그룹을 이끌게 되었다.
화통한 성격으로 회사 직원들이나, 사람들에게는 의리파 회장으로 잘 알려져 있으나 실상은 다르다.
자기 것에 대한 탐욕이 지나치게 강한 성정 때문에 받는 운 좋은 오해 일뿐.
이게 어쩌면 한영식을 지금의 자리로 이끌었던 원동력이다.
자신의 것을 지키고, 자신의 안위와 욕망을 위해서라면 뭐든 하는 성격.
있는지 없는지도 몰랐던 며느리, 강미나가 사고가 난 이후부터 거침없이 행동하기 시작하더니 주변에 사건 사고가 끊이지 않아 심기가 불편하다.14회에서
구속되어 감옥에서 한성혜를 면회함.
- 나영희 : 서명원 역 - 한주그룹 안주인

좋다는 건 다 먹어서 60대인데도 아직 피부가 탄탄하다.
팔팔할 건 피부뿐이 아니라 기운에도 적용이 되는지 변덕이 죽 끓듯 하고 분노 게이지가 하루에도 수십 번 오락가락하고, 마음에 안 드는 게 있으면 빽 소리를 지르는 건 그냥 일상이다.
돈 있겠다 남편한테 다들 설설 기겠다, 그 누구의 눈치도 안 보고 늘 직진, 직언을 일삼는다.
좌우명은 무려 “말을 가려서 하면 할 말이 없다." 그러니까 딱 그런 사람이다.
상종하긴 싫지만, 적으로 돌렸다간 내 인생 피곤해질 거 같아서 다들 그냥저냥 지내주는 사람.
- 송승하 : 한성미 역 - 한주그룹 막내딸

재벌 막내딸이라는 자신의 포지션을 정확하게 인식하고 있고, 철저하게 이용한다.
늘 뭘 가지려고 애쓰는 언니의 삶이 너무 빡세다고 느낀다.
자신의 위치에 만족한다.
잘 보여야 할 사람도 없고, 눈치 봐야 할 사람도 없고, 그러다 보니 말을 그냥 생각 없이 내뱉는다.
그냥 매달 용돈이나 10억쯤 받으면 좋겠다.
- 조연희 : 허재희 역 - 한주그룹 큰며느리

남편이자 한주의 장남, 큰아들(한성찬)은 이 세상에 없다.
게다가 친정은 언제 한주그룹과 라이벌이 될지 모르는 비슷한 규모의 비슷한 계열사들을 가진 같은 재벌가다.
그러니까 한주사람이라고도, 아니라고도 할 수 없는 애매한 스탠스.
하지만 그녀는 툭하면 출가외인 취급당하는 친정 재산보다, 한주를 갖고 싶다.
이런 그녀의 희망은 오직 어린 아들 선우만 이뤄줄 수 있다.
그래서 자신이 밀려나는 건 상관없어도, ‘이 집의 장손’인 아들의 서열이 한 계단이라도 처지는 건 용서할 수 없다.
- 신서우 : 한선우 역 - 허재희 아들

어른들이 미나를 무시하는 것을 보고 배워 작은 엄마를 투명 인간 취급했지만 바뀐 조연주의 활약을 본 뒤 작은 엄마를 우상처럼 여기고 따르게 된다.

### 한주그룹 사람들
- 김창완 : 노학태 역 - 한주그룹 법무팀장

한승욱의 아버지의 최측근이기도 했다.
한승욱 아버지의 지원으로 공부를 해서 사법고시 패스까지 했다.
일찌감치 검사 생활 접고 변호사로 한주그룹에 입성하였다.
한승욱과도 남다르다. 한승욱이 가진 상처를 생각하면 마음이 쓰인다.
그래서 자꾸 비서처럼 일 시키는 한승욱에게 불평불만, 궁시렁 궁시렁 대면서도 최선을 다해 한승욱을 돕는다.
할 말은 다 하는 까칠한 수족이자 어쩌면 한승욱의 잔소리 많은 아버지 같은 존재.
그러다 한승욱의 앞에 강미나이지만 강미나가 아닌 여자가 나타나고, 그 여자로 인해 한승욱이 웃는 날이 많아지는 걸 보자 이제 좀 마음을 놔도 되겠다 싶다.
- 예수정 : 김경신 역 - 한주그룹 회장 집 가사도우미, 관록과 미스터리의 여인

선대 회장 때부터 이 집에서 일해왔고, 사람들의 생각보다 훨씬 많은 권한을 가지고 있다.
선대 회장 사모의 치매 수발을 훌륭히 해냈고, 그 이후 선대 회장에게 한주그룹 명예이사 직함을 받아서... 집에서의 호칭은 김이사님이다.
평생을 집에서 살림만 했지만, 철학자 칸트도 평생 고향에서 한 발짝도 안 나가고 살았어도 세계와 우주를 논하지 않았던가.
재벌가 가사 도우미다 보니, 가사일을 통해 갖게 된 통찰력이 있다.
한주의 모든 일을 다 지켜봤고, 그만큼 알고 있는 것이 많다.
그러나 입을 다무는 게 가사 도우미의 필수 덕목이라고 생각한다.
언젠간 열어야 할 날이 있을지도 모르지만 말이다.
- 김봉만 : 정도우 역 - 한성혜 경호원 및 수행비서

우직한 느낌이 강하다.
아니나 다를까 태권도 국대 상비군 출신에 유도, 검도 유단자다. 다 합치면 십 단이 넘는다.
썩 좋지는 않은 머리 때문에 시합만 나가면 도무지 작전이란 걸 쓸 줄 모르고 그냥 힘으로 들이대기만 해서 국대 선발전에서 번번이 탈락했다.
한성혜의 경호원이 되고 얼마 지나지 않아 어린 동생이 죽을 뻔했는데, 한성혜의 도움으로 수술을 해서 살아난 사연이 있다.
그 사건이 일생일대의 전기가 되어, 그 후 한성혜의 충실한 심복이 되었다.
충성심, 연민, 애정 등 한성혜에 대해 복합적인 감정을 가지고 있다.
- 흐엉 : 트랑 역 - 베트남 가사도우미

한국어를 못하는 척하면서 한회장 집에서 일하는 우리말 능력자.
조연주에게 집안사람들의 정보를 준다.
- 이화겸 : 김은정/성형한 강미나 역 - 정도우가 부재중일 때 대비하여 고용한 한성혜의 비서. 한성혜에 대해 무언가 아는 듯 수상한 행적을 보이고 있었는데...

### 연주 주변 인물들
- 김원해 : 류승덕 역 - 서울중앙지검 3차장검사였던 검사장

현 권력의 핵심.
정의 구현 따윈 관심도 없고 어떻게 하면 더 높이 올라갈 수 있을 지에만 관심 있다.
기회가 생기면 놓치지 않는 덕에 재벌 기업 한주와의 연결고리도 생겼다.
그러나 있는 자리에 비해 배포는 그리 크지 못하다.
생각보다 겁도 많고 쫄기도 잘 쫀다.
그러니까, 그렇게 막 나가는 악인은 아니라는 것이다.
그 가운데 어딘가에서 갈팡질팡 하고 있는 건데, 결국 승덕은 선택을 해야만 하는 순간에 맞닥트린다.
더 큰 악으로 향할 것인가, 이제라도 참회하고 선의 길로 들어설 것인가.
- 정인기 : 강명국 역 - 전 조직폭력배 서평 남문파 행동대장, 조연주의 아버지

출소 후 착실하게 공장 경비원으로 일하던 중, 방화살인범으로 지목되어 또다시 복역 중이다.
조연주가 자신과의 인연을 끊었다는 것을 알고는 더 이상 연주 앞에 나서지 않는다.
과거 이력과 맞지 않게, 복역 중인 범죄자 같지 않게 모든 것에서 해탈한 태도를 보인다.
어떠한 변명도 원망도 하지 않는다.
조폭 후배들이 면회를 올 때마다... 때리지 말고 차라리 도망가라고 설교를 한다.
- 이규복 : 왕필규 역 - 조연주 아버지 강명국 조폭 시절 특별히 아끼던 후배

은근히 마음이 여리며 사실 순정에 가까운 마인드를 갖고 있는 사람이다.
지금은 후배 최대치와 함께 <서평 남문 횟집>을 운영 중이다.
조연주가 스폰서 검사가 되어 찾아와, 자신이 뒷돈을 받고 풀어준 가해자들에게, 피해자들의 사적 보복을 해 달라고 부탁하자, 누구보다도 기뻐하며 마치 홍길동이라도 된 양 신나서 달려든다.
- 조달환 : 최대치 역 - 왕필규 오른팔, 왕필규와 함께 횟집을 운영 중

건달은 모션이 반이라지만, 좀 심할 정도로 입만 살았다.
허풍만 떨다가 정작 나서야 할 때가 되면 어떻게든 빠져나간다.
소년원 선배인 왕필규와는 눈빛만 봐도 알 수 있는 사이다. 같이 죽을 고비를 넘겼기 때문에.
- 조영훈 : 박동영 역 - 조연주 검사 보좌 수사관

검사 조직에 잘 적응하고 능력 있는 조연주를 만나 한동안 편하게 수사관 생활을 해왔다.
그러던 어느 날, 갑작스레 실종된 뒤 돌아온 조연주가 연일 낯설기만 한데...
좌충우돌 조연주 검사를 보좌하느라 바람 잘 날이 없다.

### 그 외 인물들
- 박정화 : 박소이 역 - 한성운 내연녀이자 오래된 연인, 현재 9시 뉴스 앵커

단아한 외모에 바른 이미지지만 그녀는 아나운서답게 욕도 정확한 발음으로 또박또박하는 사람이다.
흙수저 출신 아나운서 지망생에서, 방송사의 얼굴로 사옥에 대형 사진이 걸리기까지 그녀가 걸어온 길은 수많은 흙길이었다.
그중 가장 비참했던 일은, 옛 연인이었던 한성운이 자신을 버리고 재벌가 딸과 결혼한 일이다.
그러나 거기서 무너질 박소이가 아니었다. 그 때부터 생긴 목표를 위해 다시 걸어가야만 했다.
- 김재영 : 이봉식 역

봉식에게 인간은 두 종류다.
이미 사기 친 인간과 앞으로 사기 쳐야 할 인간.
철저하게 이익을 따라 움직이는 사기꾼.
- 황영희 : 강은화 역 - 강미나 고모, 유민그룹 재단이사장

강미나의 아버지이자, 자신의 오빠인 강회장의 죽음으로 강미나와 유민그룹 경영권을 두고 다툼을 벌인다.
- 박정언 : 서혜란 역 - 유민제약 대표, 조연주 작은 이모

- 신서현 : 강미나의 사촌 역

- 미상 : 진상 승객 역

- 미상 : 직원 역

- 성병숙 : 조연주의 할머니 / 최승옥 역 (†)

- 미상 : 소지 역

- 미상 : 구치소장 역

- 미상 : 중국 여권을 가진 여자 역

- 윤대열 : 우범 역

- 성노진 : 한주호텔 노조원 역

- 하수호 : 장석호 역

- 미상 : 강장수 역 (†)

- 박지일 : 한강식 역 (†)

- 미상 : 삼거리파 역

- 미상 : 경호원 역

- 미상 : 성찬 역

- 이하늬 : 조연주, 강미나를 닮은 제 3의 도플갱어 역 (마지막회, 16회에 출연)

- 신서우

- 신동력 : 20분 토론 진행자 역 - 14화에서 조연주 검사가 족뱅이를 시켜먹었다는 속보가 들어왔다며 이에 대해서 어떤 의미가 있을 건지에 대한 토론의 진행자이다. 다음 식사로는 짬짜면, 치킨을 시키면 반반 무 많이와 같은 반반 요리를 시킬 것이라는 예측도 가능할 것이라고 말한다.

### 특별출연
- 진선규 : 치킨 배달부 역
- 김남길 : 성당 신부 역

## 시청률
최저 시청률과 최고 시청률은 시청률 조사회사와 지역별로 시청률에 차이가 있을 수 있습니다.
| 2021년 | 2021년    | 2021년         | 2021년         | 2021년       | 2021년 |
| 회차   | 방송일    | TNmS 시청률    | AGB 시청률     | AGB 시청률   |        |
| 회차   | 방송일    | 대한민국(전국) | 대한민국(전국) | 서울(수도권) |        |
| ------ | --------- | -------------- | -------------- | ------------ | ------ |
| 제1회  | 9월 17일  | 8.1%           | 8.2%           | 9.0%         |        |
| 제2회  | 9월 18일  | 7.0%           | 7.1%           | 8.0%         |        |
| 제3회  | 9월 24일  | 10.6%          | 12.7%          | 13.2%        |        |
| 제4회  | 9월 25일  | 10.8%          | 12.6%          | 12.7%        |        |
| 제5회  | 10월 1일  | 11.2%          | 13.4%          | 14.6%        |        |
| 제6회  | 10월 2일  | 10.8%          | 13.0%          | 13.1%        |        |
| 제7회  | 10월 8일  | 12.5%          | 15.0%          | 15.7%        |        |
| 제8회  | 10월 9일  | 11.5%          | 13.5%          | 13.9%        |        |
| 제9회  | 10월 15일 | 11.2%          | 14.0%          | 15.1%        |        |
| 제10회 | 10월 16일 | 11.2%          | 13.3%          | 14.1%        |        |
| 제11회 | 10월 22일 | 11.6%          | 14.0%          | 14.5%        |        |
| 제12회 | 10월 23일 | 10.1%          | 12.5%          | 13.4%        |        |
| 제13회 | 10월 29일 | 13.2%          | 16.0%          | 16.9%        |        |
| 제14회 | 10월 30일 | 13.8%          | 16.9%          | 17.7%        |        |
| 제15회 | 11월 5일  | 13.5%          | 16.7%          | 17.2%        |        |
| 제16회 | 11월 6일  | 15.4%          | 17.8%          | 18.5%        |        |

## 동시간대 경쟁 금토 드라마
- MBC 금토 드라마 《검은 태양》 (2021년 9월 17일 ~ 2021년 10월 23일)
- MBC 금토 드라마 《뫼비우스》 (2021년 10월 29일 ~ 2021년 10월 30일)

## 수상 경력
- 2021년 SBS 연기대상 미니시리즈 코미디로맨스부문 여자 최우수상 (이하늬)
- 2021년 SBS 연기대상 미니시리즈 코미디로맨스부문 남자 최우수상 (이상윤)
- 2021년 SBS 연기대상 미니시리즈 코미디로맨스부문 여자 우수상 (진서연)
- 2021년 SBS 연기대상 미니시리즈 코미디로맨스부문 남자 조연상 (송원석)

## 참고 사항
- 이상윤, 전국환은 SBS 월화 드라마 《귓속말》에 이어서 다시 한 번 호흡을 맞추게 된 작품이 되었다.
- 김원해, 정인기, 이하늬는 SBS 금토 드라마 《열혈사제》에 이어서 두 번째로 호흡을 맞추게 되었다.